# Grodzisk Wielkopolski
Grodzisk Wielkopolski anhörenⓘ [ˈgrɔʥisk vʲɛlkɔˈpɔlski] (deutsch Grätz) ist eine Stadt in Polen in der Woiwodschaft Großpolen (Wielkopolskie).

## Lage
Die Stadt liegt südwestlich von Posen.

## Geschichte
Die erste feste Siedlung auf dem Gebiet des heutigen Grodzisk Wielkopolski stammt aus dem Jahr 1257. Die Schreibweise des Namens änderte sich öfters, Versionen sind: Grodisze, Grottische, Grodisce, Grozisce, Grodih, Grodziscz, Grodyscze, Grodzysko, Grodzisko, zu dem heute üblichen Grodzisk. Von 1815 bis 1918 war auch der deutsche Name Grätz gebräuchlich.
Wann genau der Ort das Stadtrecht verliehen bekam, ist unbekannt. Aus Schriftstücken geht hervor, dass der Ort mit Sicherheit bereits 1303 das Stadtrecht besaß. 1312 wird Grodis bei der Erbteilung der Glogauer Herzöge erwähnt, denen die Ortschaft damals unterstand. Im Spätmittelalter zählte die Stadt zu den größten Städten Großpolens.
Die ersten Juden siedelten sich Anfang des 16. Jahrhunderts an. Das erste Dokument, das dies belegt, stammt aus dem Jahr 1505, es erwähnt den Juden Abraham von Grodzisk. Auf Jiddisch und Hebräisch hieß der Ort גרידץ (Gritz oder Gritza).
1563 wurde in der Stadt eine Schule von Stanisław Ostroróg gegründet.
1593 wurde das Stadtrecht für Grodzisk Wielkopolski, das inzwischen etwa 1160 Einwohner besaß, erneut vergeben. Die erneute Vergabe des Stadtrechtes erfolgte mit der Gründung einer neuen Stadt etwa 150 m vor der alten Stadt. 1601 wurden die ersten Privilegien für die Bierbrauerei vergeben. Der Ort wurde schnell ein wichtiger Ort für das Brauen von Bier und entwickelte mit dem Grätzer eine eigenständige (Weizen)-Biersorte. Ende des 18. Jahrhunderts gab es 53 Brauereien in der Stadt. 1626 wechselten die Eigentümer der Stadt zur Familie Opaliński. Sie blieben die Eigentümer bis 1775.
Mit der Zweiten polnischen Teilung wurde die Stadt 1793 Preußen zugeschlagen und wurde der neugebildeten Provinz Südpreußen zugeordnet. Am Ausgang des 18. Jahrhunderts gab es in Grätz vier katholische Kirchen, eine Synagoge, zwei öffentliche Gebäude, zwei Mühlen und 346 Wohnhäuser (davon vier mit Ziegeldach); Hauptgewerbe war das Bierbrauen.
Zwischen 1807 und 1815 zum Herzogtum Warschau gehörig, kam die Stadt 1815 wieder zu Preußen und gehörte fortan zur Provinz Posen. Von 1887 bis 1918 war Grätz Sitz des Kreises Grätz, danach bis 1932 eines polnischen Powiat, nachdem die Stadt 1920 aufgrund der Bestimmungen des Versailler Vertrags an die Zweite Polnische Republik abgetreten werden musste.
Während des Zweiten Weltkriegs war die Stadt von 1939 bis 1945 von Deutschland annektiert und dem Reichsgau Wartheland zugeordnet. In nahegelegenen Młyniewo entstand ein Durchgangslager zum Weitertransport in Konzentrationslager, anfänglich für Juden, später auch für umgesiedelte Polen und Kriegsgefangene.
Die Rote Armee erreichte Grätz am 27. Januar 1945 und beendete die deutsche Besatzung der Stadt.
Die immer mehr zurückgegangene Bierproduktion wurde 1993 ganz eingestellt. 1999 wurde die Stadt wieder Sitz eines Powiats. Seit Mai 2015 wird in Grodzisk wieder das Bier gebraut.

## Einwohnerzahlen
- 1800: 2581, davon 1135 Juden[2]
- 1816: 2980[2]
- 1843: 3653[2]
- 1861: 3959[2]
- 1875: 3584[6]
- 1880: 3701[6]

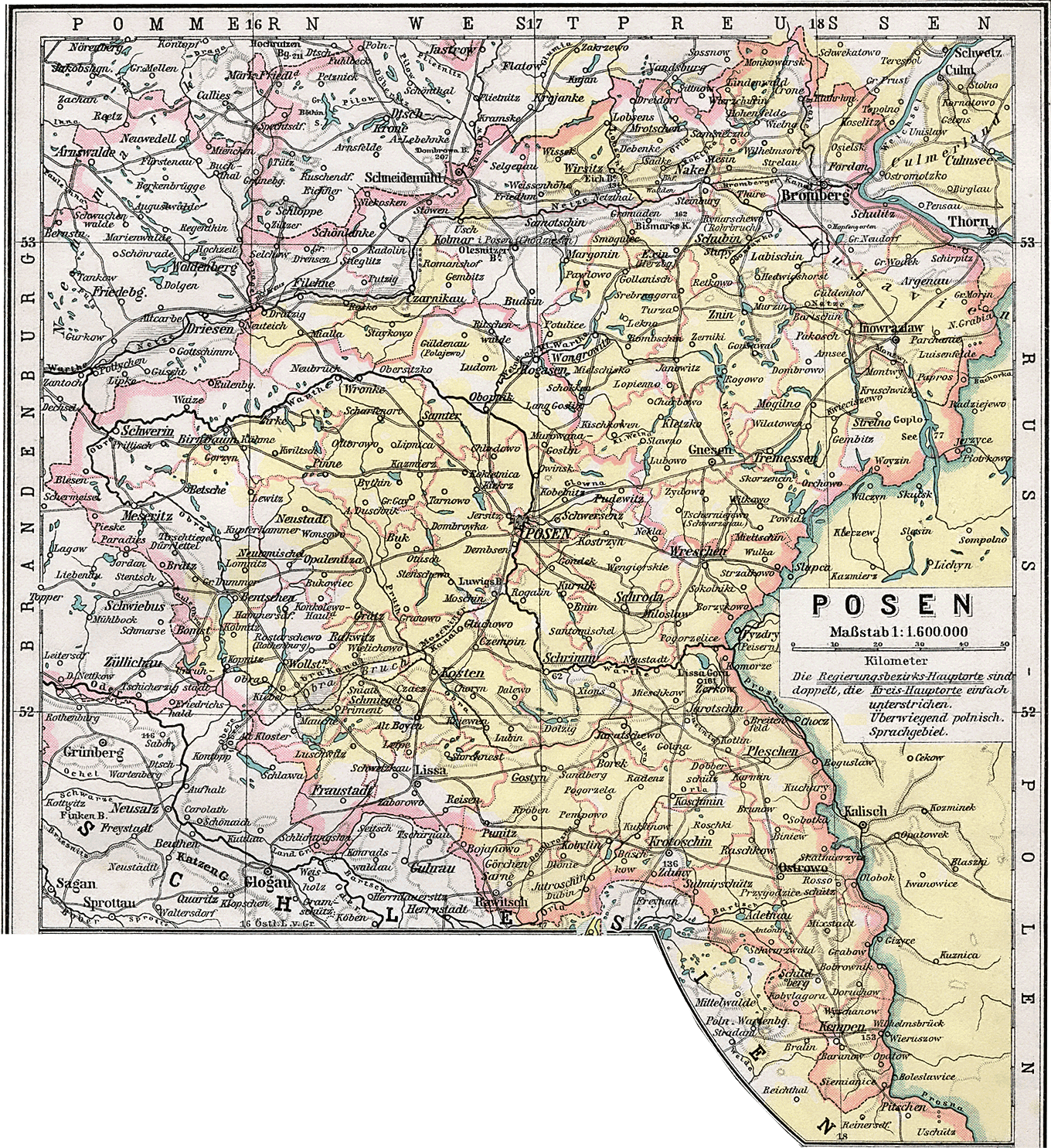
Landkarte der Provinz Posen (1905): Gelb sind Gebiete mit mehrheitlich polnischsprachiger Bevölkerung

- 1890: 3812, davon 908 Evangelische, 2442 Katholiken und 462 Juden[6]

## Gmina
Die Stadt- und Landgemeinde Grodzisk Wielkopolski besteht aus den folgenden Ortschaften:
| Name                  | deutscher Name (1815–1918) | deutscher Name (1939–45)               |
| --------------------- | -------------------------- | -------------------------------------- |
| Albertowsko           | Albertoske                 | 1939–43 Albertshof 1943–45 Albertsdorf |
| Biała Wieś            | Weißhauland                | Weißhauland                            |
| Borzysław             | Vorwerk Borzyslaw          | Vorwerk Hellau                         |
| Chrustowo             | Chrustowo                  | Korngut                                |
| Czarna Wieś           | Schwarzhauland             | Schwarzhauland                         |
| Grąblewo              | Gromblewo                  | 1939–43 Bahneck 1943–45 Grommau        |
| Grodzisk Wielkopolski | Grätz                      | Grätz                                  |
| Kąkolewo              | Konkolewo                  | 1939–43 Rotenau 1943–45 Kunklau        |
| Kobylniki             | Kobylnik                   | Koppeln                                |
| Kurowo                | Kurowo                     | Hennersdorf                            |
| Lasówki               | Lassowko                   | ?                                      |
| Ptaszkowo             | Ptaszkowo                  | 1939–43 Gildenau 1943–45 Gildau        |
| Rojewo                | Rojewo 1906–18 Waldhorst   | Waldhorst                              |
| Słocin                | Slocin                     | Vorwalden                              |
| Snowidowo             | Snowidowo                  | Schneefeld                             |
| Sworzyce              | Sworzyce                   | Waldesruh                              |
| Woźniki               | Woznik, älter Wornike      | Erlenbruch                             |
| Zdrój                 | Zdroj                      | Grätz Abbau                            |

## Städtepartnerschaften
- Betton (Frankreich)
- Delligsen (Deutschland)
- Merksplas (Belgien)
- Torrelodones (Spanien)
- Dolyna (Ukraine)
- Biržai (Litauen)

## Persönlichkeiten
Geboren in Grätz / Grodzisk
- Rudolf Krause (1834–1895), Mediziner und Anthropologe
- Oswald Hancke (1840–1906), deutscher Theaterschauspieler, -direktor und Dramatiker
- Rudolf Mosse (1843–1920), Verleger, Stifter des Krankenhauses in Grätz
- Albert Mosse (1846–1925), Rechtsberater der Meiji-Regierung in Japan
- Franciszek Chocieszyński (1848–1899), einer der wichtigsten polnischen Verleger in der preußischen Provinz Posen
- Marcelli Janecki (1855–1899), Offizier und Genealoge
- Wanda Bibrowicz (1878–1954), Malerin und der Bildwirkerin
- Salomon Herzfeld (1875–1948), im Hauptvorstand des Centralvereins deutscher Staatsbürger jüdischen Glaubens
- Hans Heinrich Müller (1879–1951), Architekt
- Kurt Wachsmann (1886–1944), deutscher Jurist, Ministerialbeamter im Reichsdienst
- Bruno Wachsmann (1888–1951), Verwaltungsjurist
- Włodzimierz Trzebiatowski (1906–1982), polnischer Chemiker
- Thaddeus Vincenty (1920–2002), polnisch-US-amerikanischer Geodät
- Grzegorz Balcerek (* 1954), Weihbischof in Posen

Mit Grätz verbunden
- Elijahu Guttmacher (1796–1874), Rabbiner in Grätz
- Marcus Mosse (1808–1865), Arzt in Grätz, im Völkerfrühling 1848 kämpfte er auf polnischer Seite

Geboren in der heutigen Gemeinde
- Michał Drzymała (1857–1937), polnisch-nationaler Aktivist; geboren in Zdroj

## Sehenswürdigkeiten
Die Altstadt ist von Bebauung aus dem 18. und 19. Jahrhundert geprägt. Am Altmarkt liegt das in der Mitte des 19. Jahrhunderts erbaute klassizistische Rathaus. In der Altstadt befinden sich die katholischen Kirchen St. Hedwig, errichtet in der ersten Hälfte des 15. Jahrhunderts, im 17. Jahrhundert im barocken Stil umgebaut, die im 17. Jahrhundert im Barockstil erbaute ehemalige Klosterkirche der Bernhardiner sowie die neugotische Kirche des Heiligen Herzens Jesu, erbaut 1904/1905 als evangelische Kirche nach Plänen von Ludwig von Tiedemann.

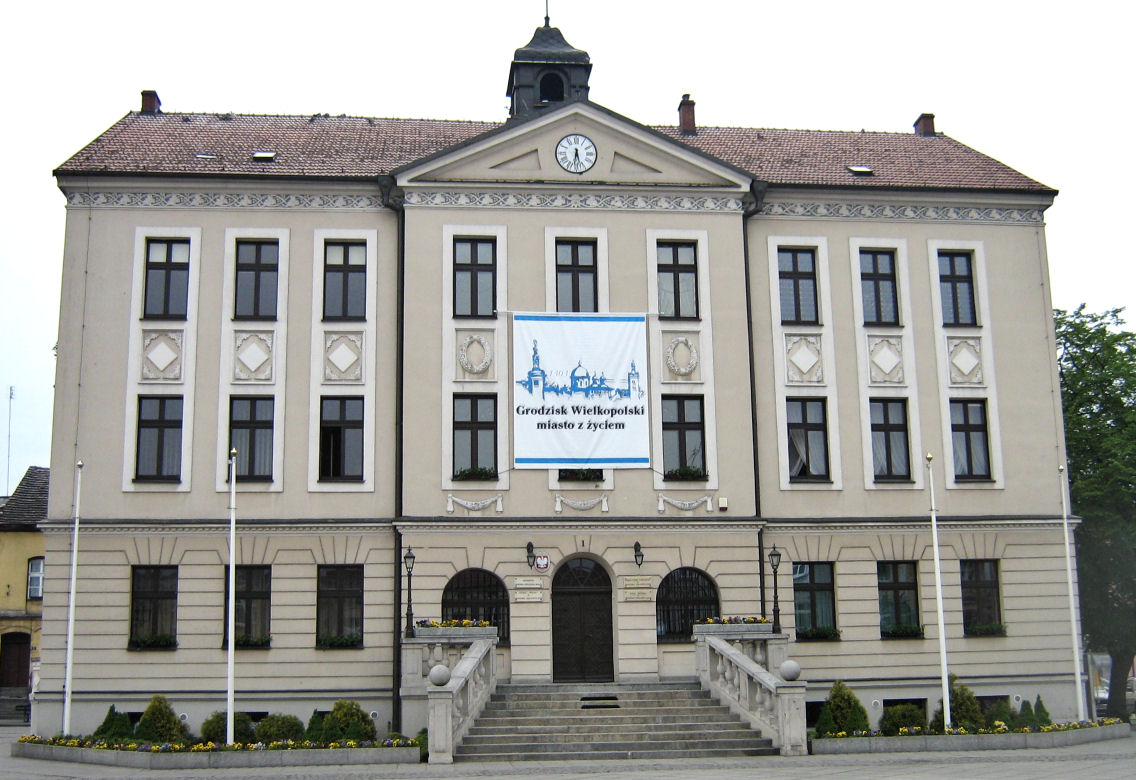
Rathaus
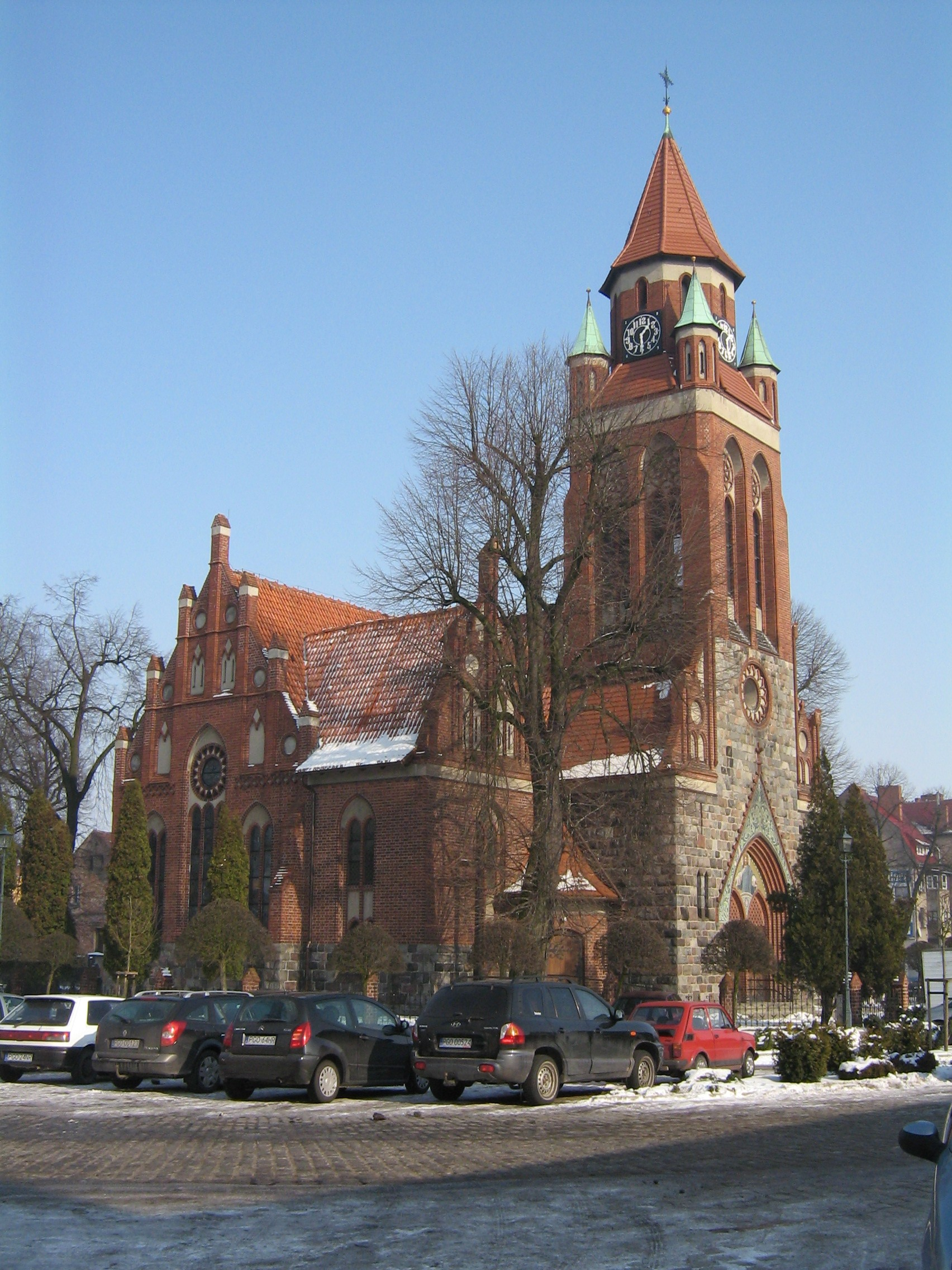
Ehem. ev. Kirche
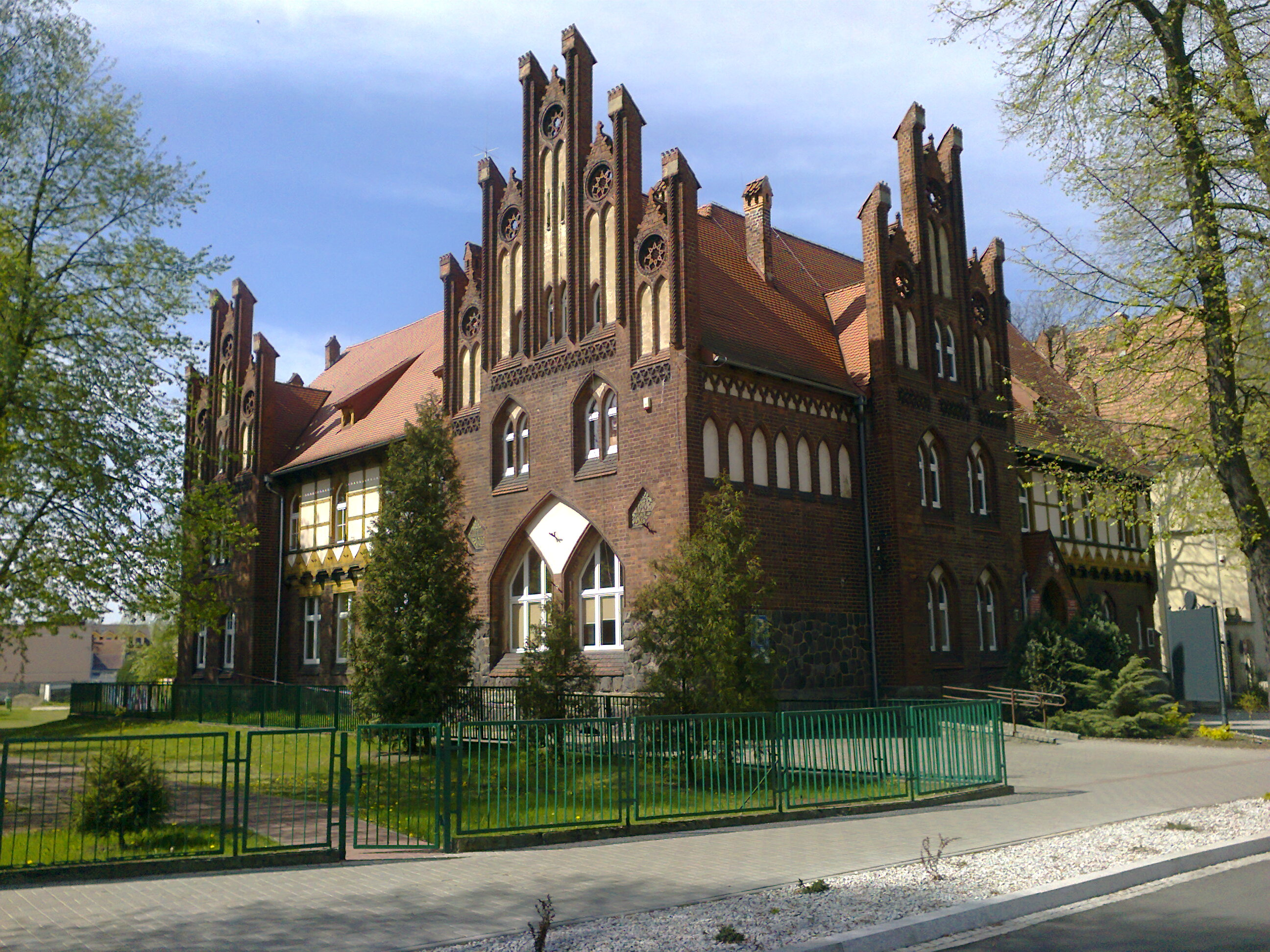
Ehem. Landratsamt
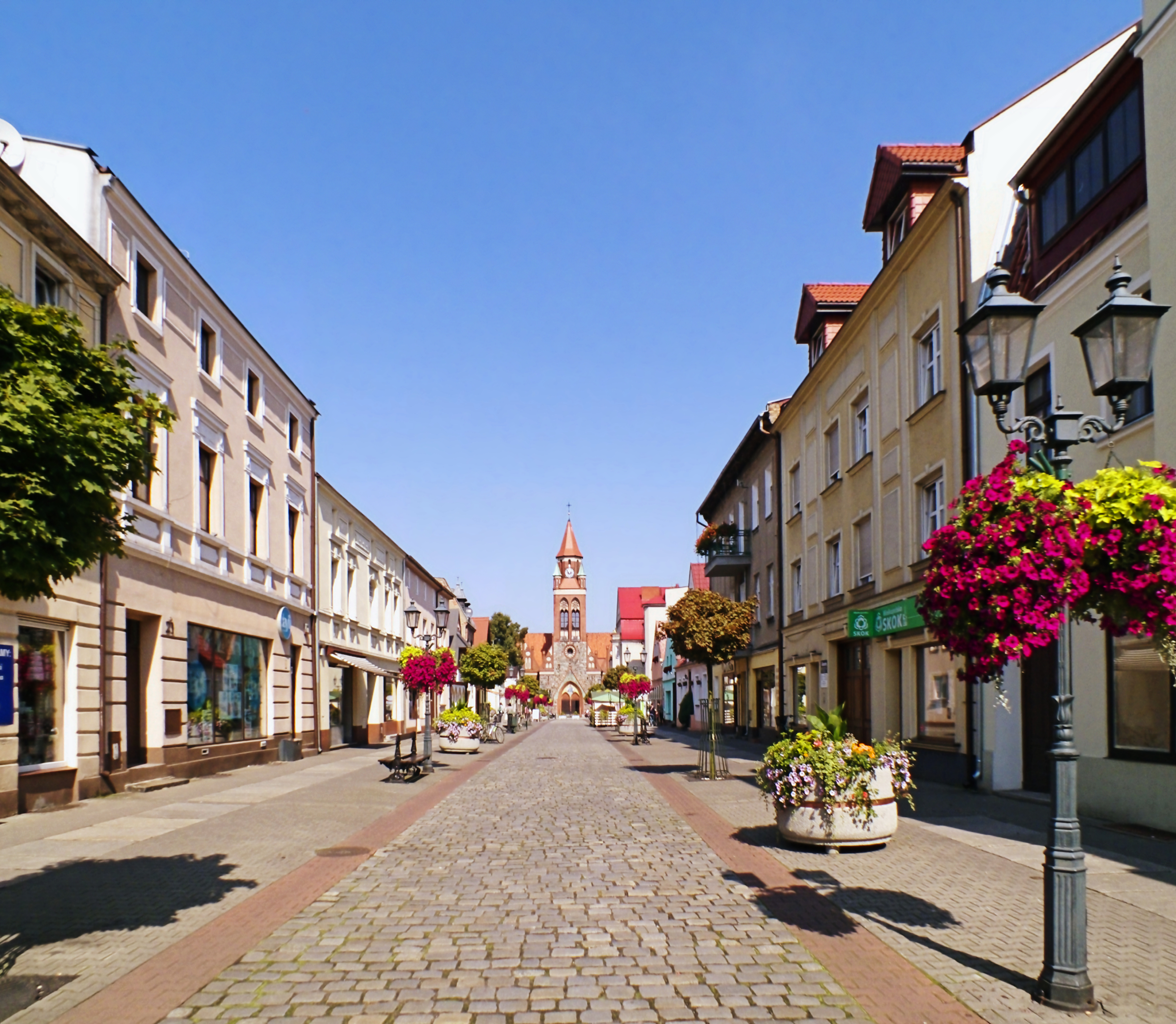
Breite Straße
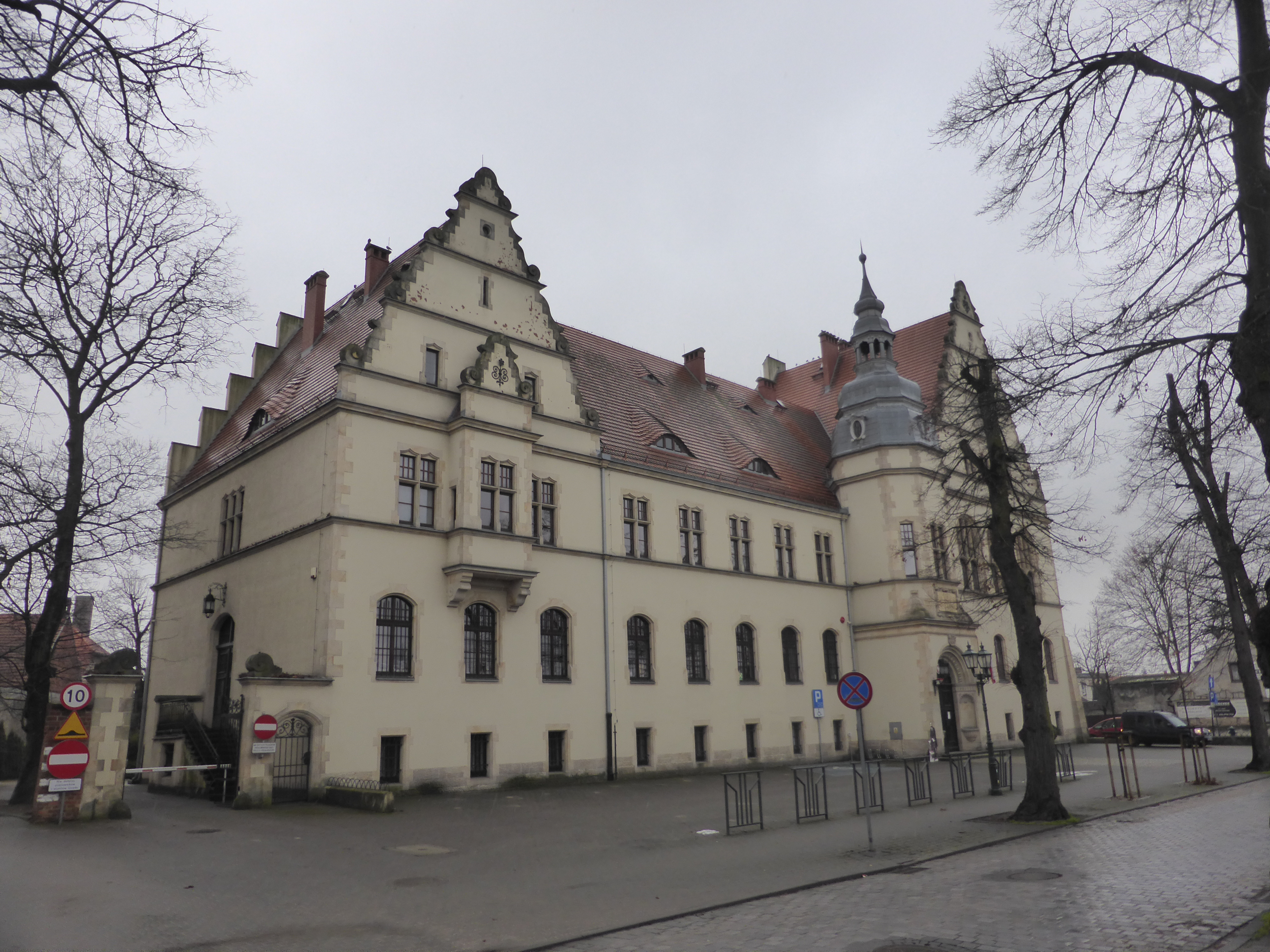
Amtsgericht

## Sport
Der Fußballklub Dyskobolia Grodzisk spielte bis zur Saison 2007/08 in der obersten polnischen Liga, bis der Klub mit Polonia Warszawa fusionierte, welche den Platz von Grodzisk in der Ekstraklasa einnahmen. Seit der Saison 2008/09 spielt der Klub in der 4. Liga.  Seit 2018  nutzt der Fußballverein Warta Poznań das Dyskobolia-Stadion für seine Heimspiele.